# Безмежний басейн (фільм)
Безмежний басейн; Нескінченний басейн — науково-фантастичний фільм жахів 2023 року, сценаристом і режисером якого є Брендон Кроненберг.
Кроненберг почав розробляти проєкт у 2019 році. Спочатку виробництво було налагоджено між Канадою, Угорщиною та Францією. Пізніше місцем зйомок було обрано Хорватію та Угорщину, а виробництво перенесли на 2021 рік. Більшість акторів приєдналися до проєкту 2021 року, і зйомки проходили переважно в Шибенику (Хорватія).
Світова прем'єра фільму відбулася 22 січня 2023 року на кінофестивалі «Санденс», а 27 січня 2023-го вийшов в США (компанія «Neon)».

## Про фільм
Під керівництвом спокусливої та таємничої жінки парочка під час відпустки вирушає за межі території курорту.
Та опиняється в культурі, сповненій насильства, гедонізму та невимовного жаху. Трагічний випадок незабаром змушує їх зіткнутися з політикою нульової терпимості до злочинів.
Або вас стратять, або — якщо ви достатньо багаті, щоб дозволити собі це, ви можете натомість спостерігати, як помрете.

## Знімались
| Актор              | Роль          |
| ------------------ | ------------- |
| Александр Скашґорд | Джеймс Фостер |
| Міа Гот            | Габі          |
| Клеопатра Коулмен  | Ем Фостер     |
| Томас Кречманн     | Треш          |
| Аманда Брюгель     | Дженніфер     |
| Джон Ралстон       | Модан         |
| Амар Буквич        | охоронець     |
| Джаліль Леспер     | Албан         |